# Dasydactylus
Dasydactylus é um género de coleópteros da família Erotylidae.